# Jaume Casanovas i Parellada
Jaume Casanovas i Parellada (el Prat de Llobregat, 1844 - 1911) fou un empresari agrícola i polític català.

## Biografia
De jove marxà a Cuba. S'establí a Santiago de Cuba, on es casà amb Lisa Montero Kelly, i s'hi dedicà al comerç i tornà enriquit el 1884. Establert novament al Prat, va comprar terrenys insalubres vora el Remolar-Filipines, convertint les terres del delta del Llobregat en terres de cultiu, i va fundar la Colònia Casanovas una modèlica explotació agropecuària (100 vaques lleteres, porcs i bous de recria) a les extenses finques d'on el seu pare havia estat masover (on ara hi ha l'aeroport del Prat) i que es va fer famosa a tot Espanya.
Membre del Partit Conservador, fou soci de Foment del Treball Nacional, regidor de l'ajuntament de Barcelona en 1881, diputat provincial pel districte Vilanova-Sant Feliu i vicepresident de la Diputació en 1898-1903, president de la Junta d'Obres del port de Barcelona i vicepresident del Sindicat del canal de la dreta del Llobregat. Fou nomenat fill predilecte del Prat de Llobregat, on hi té dedicat un carrer, justament a l'antic camí de l'albufera que duia a la seva finca.41° 19′ 29″ N, 2° 05′ 36″ E / 41.3246528°N,2.0934224°E